# Thaumastogarypus robustus
Espèce
Thaumastogarypus robustus est une espèce de pseudoscorpions de la famille des Garypidae.

## Distribution
Cette espèce se rencontre en Afrique du Sud au Cap-du-Nord et en Namibie.

## Description
La femelle holotype mesure 5 mm.

## Publication originale
- Beier, 1947 : Zur Kenntnis der Pseudoscorpionidenfauna des südlichen Afrika, insbesondere der südwest- und südafrikanischen Trockengebiete. Eos, Madrid, vol. 23, p. 285-339 (texte intégral).